# Diocèse d'Édéa
Le diocèse d'Édéa est une juridiction de l'Église catholique romaine au Cameroun, dont le siège est à Édéa. L'évêque titulaire actuel est Mgr Jean-Bosco Ntep.

## Histoire
Jean-Paul II érige le diocèse d'Édéa en même temps que celui d'Éséka le 12 mars 1993 par démembrement de l'archidiocèse de Douala. Le nouveau diocèse d'Édéa couvre le département de la Sanaga-Maritime. Le même jour, Mgr Victor Tony Bakot, précédemment évêque auxiliaire de Douala est nommé premier évêque du diocèse. Il est installé en sa nouvelle cathédrale le 6 juin suivant en présence de Mgr Santos Abril y Castelló, nonce apostolique, et du cardial Christian Tumi, archevêque de Douala.

## Paroisses
Le diocèse est constitué de sept zones pastorales.

### Zone Edéa I
- CathédraleLa cathédrale catholique d'Edéa

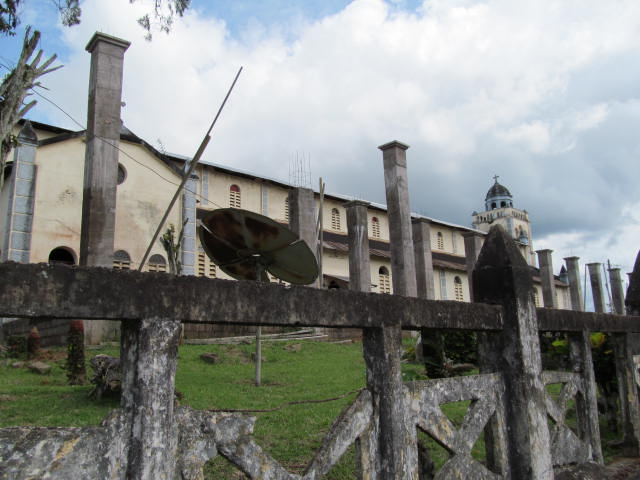
La cathédrale catholique d'Edéa

- Saint-Jean-Bosco, quartier d'Amour
- Notre-Dame du-Très-Saint-Rosaire de Bonamikengue
- Saint-François-Xavier de Yassoukou
- Sainte-Catherine-de-Sienne, ferme suisse

### Zone Edéa II
- Sainte-Odile d'Ekite
- Saint-Daniel d'Ekite
- Toussaint de Sikoum Loungahe
- Marie-Reine-des-Apôtres de Missole
- Saint-Joseph de Kopongo
- Saint-Joseph de Bonepoupa

### Zone Ngwei
- Saint-Cœur-de-Marie de Mboué
- Saint-Jean-Paul-II de Nkongmondo
- Aumônerie du centre Albert Krummenacker, Croix-Glorieuse

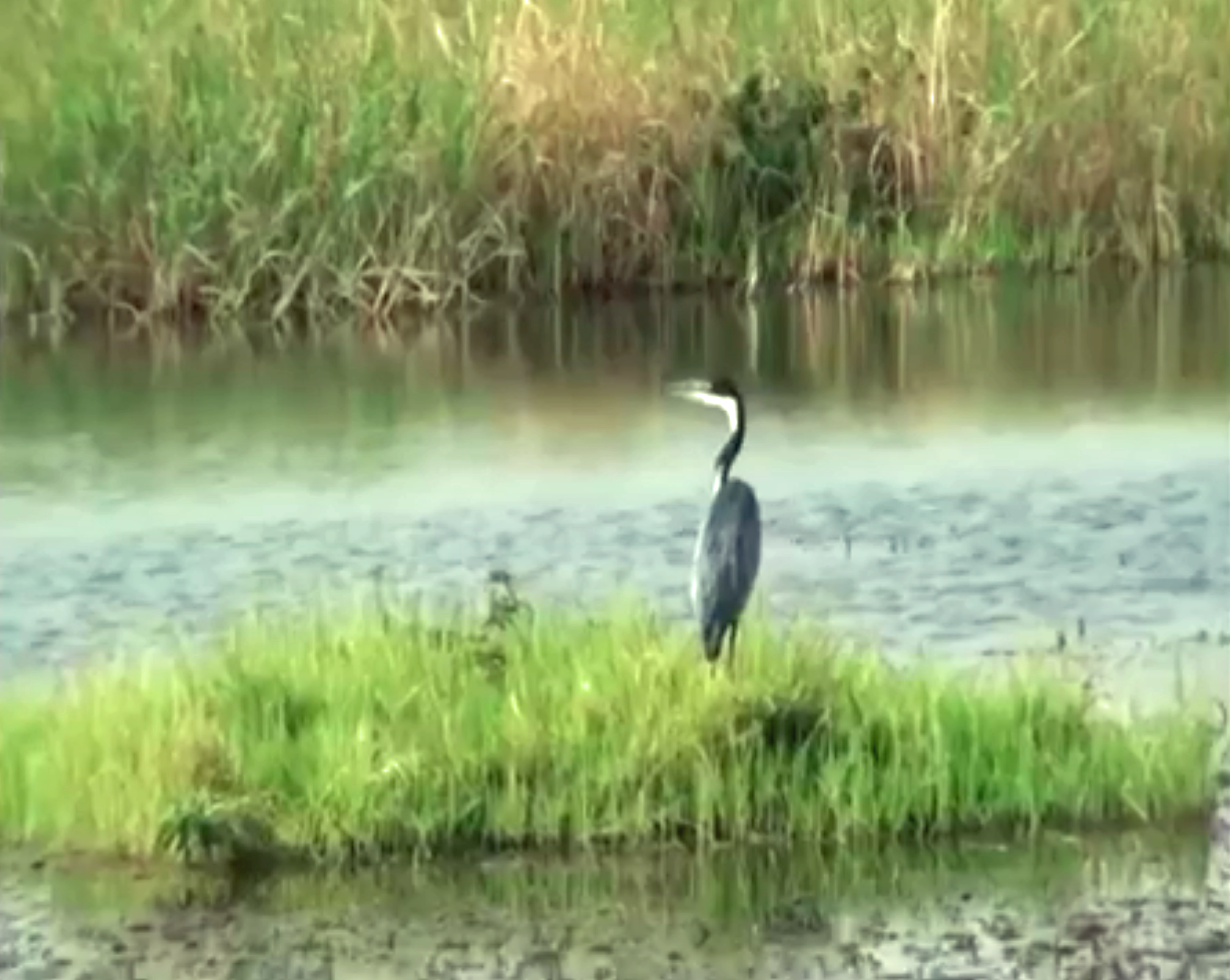
Lac Tisongo à Mouanko - Édéa au Cameroun

- Saint-Jean-Marie-Vianney d'Ebombé
- Saint-Joseph de Makombo
- Christ-Roi de Maymba
- Aumônerie militaire

### Zone Lac Ossah
- Marie-Reine-des-Apôtres de Marienberg
- Sanctuaire marial de Marienberg
- Saint-Joseph-Artisan de Dizangué
- Saint-Martin de Mbongo
- Saints-Martyrs-de-l'Ouganda de Pitti-Dibamba
- Transfiguration de Mouanko
- Sainte-Famille de Mbambou

### Zone Pouma
- Saint-André de Nkondjock
- Sainte-Trinité de Logmbon
- Saint-Simon-le-Zélote de Pouma
- Marie-Immaculée de Sibongo
- Marie-Mère-de-Dieu de Ngompem

### Zone Sanaga
- Sainte-Agnès de Ngambé
- Notre-Dame-de-l'Assomption de Kahn
- Sainte-Geneviève de Songmbengué
- Sainte-Thérèse de Samba